# وودلند پارک (کنتاکی)
وودلند پارک (به انگلیسی: Woodland Park) یک منطقهٔ مسکونی در ایالات متحده آمریکا است که در شهرستان پری، کنتاکی واقع شده‌است. وودلند پارک ۲۶۷٫۹۲ متر بالاتر از سطح دریا واقع شده‌است.